# Nina Dedić
Nina Dedić (ur. 17 listopada 1996) – chorwacka koszykarka, występująca na pozycjach silnej skrzydłowej lub środkowej, obecnie zawodniczka Della Fiore Broni.
28 sierpnia 2019 została zawodniczką MMKS Katarzynek Toruń.
29 sierpnia 2020 dołączyła do Ślęzy Wrocław. 27 czerwca 2021 zawarła umowę z włoskim Della Fiore Broni.

## Osiągnięcia
Stan na 17 listopada 2021, na podstawie, o ile nie zaznaczono inaczej.

### Drużynowe
- Mistrzyni Szwecji (2019)
- Wicemistrzyni Chorwacji (2016)[5]

### Indywidualne
(* – nagrody przyznane przez eurobasket.com)
- Zaliczona do II składu ligi chorwackiej (2018)*[6]

### Reprezentacja
- Uczestniczka mistrzostw Europy U–20 dywizji B (2016)